# Carl Wilhelm Vollgraff
Carl Wilhelm Vollgraff (Haarlem, 5 juni 1876 – Zeist, 20 oktober 1967) was een Nederlands hoogleraar Griekse taal- en letterkunde, archeologie en kunstgeschiedenis aan de Universiteit Utrecht en de Rijksuniversiteit Groningen. 

## Levensloop
Vollgraff was de zoon van de hoogleraar klassiek Grieks, Johannes Christoph Vollgraff (1848-1920). Hij begon zijn studie klassieke letteren in Brussel waarna hij in Utrecht, Göttingen en Berlijn (Wilamowitz) verbleef en studeerde. Na zijn promotie in 1901 met een proefschrift over Ovidius, verbleef hij ongeveer drie jaar aan de Franse school in Athene. Hij verrichte toen onder meer archeologische opgravingen in Argos. 
In 1903 werd Vollgraff privaat-docent aan de Rijksuniversiteit Utrecht in 'de Grieksche en Romeinsche mythologie en in de topographie van Griekenland'. Van 1905 tot 1908 was hij conservator voor het Museum van Oudheden van het Provinciaal Utrechts Genootschap waar hij zich bezig begon te houden met Romeinse archeologie. In 1908 werd hij hoogleraar Griekse taal- en letterkunde aan de Rijksuniversiteit Groningen, waar hij tot 1917 bleef; op 31 oktober 1908 hield hij zijn inaugurele rede De wederontdekking en wederopbouw der oudheid. Vollgraff onderzocht het in 1914 gevonden "Schrijfplankje van Tolsum" en publiceerde in 1917 zijn bevindingen over deze (naar achteraf bleek) oudste teruggevonden tekst in Nederland. 
In 1917 verhuisde Vollgraff naar Utrecht voor de leerstoel Oud-Grieks aan de Utrechtse universiteit. Hij werd zo de directe opvolger van zijn vader, Johannes Christoph Volgraff, die dezelfde functie had vervuld. De titel van Carl Wilhelms tweede inaugurele rede was Hellas' ondergang. Hij bleef aan het Utrechtse Kunsthistorisch Instituut verbonden tot aan zijn emeritaat in 1946. In 1935-1936 was hij de rector magnificus van die universiteit.  In de periode van 1917 tot 1923 was hij tevens bestuurslid van de Vereniging van Terpenonderzoek en hij was lid van de Koninklijke Nederlandse Akademie van Wetenschappen.
Vollgraff verrichtte tussen 1933 en 1935 samen met George Charles Labouchere archeologische opgravingen op het Domplein in Utrecht, waar zich de restanten bevinden van het Romeinse castellum Traiectum en (vroeg)middeleeuwse kerken. Het nabijgelegen castellum in Vleuten werd rond 1940 door hem onderzocht.
Een van Vollgraffs bekendste studenten was Machteld Johanna Mellink, die hoogleraar werd aan het Bryn Mawr College.
Na het overlijden van zijn eerste vrouw Marie von Hößlin (1876-1946, dochter van Konstantin von Hößlin), hertrouwde Vollgraff in 1947 met zijn voormalige studente, de archeologe Anna Roes (1896-1974). 

## Albiobola
In 1929 werd op het Domplein een aantal stukken zandsteen aangetroffen die een middeleeuws graf afdekten. De erop aanwezige inscripties werden vervolgens door Vollgraff onderzocht. Hij kwam onder meer tot de conclusie dat de Romeinse naam voor Utrecht destijds Albiobola was. Zijn lezing leidde al snel tot forse kritiek, en heeft tegenwoordig geen aanhangers meer. Tot op de dag van vandaag is onduidelijk wat de inscripties precies betekenen.

## Kantharos van Stevensweert
Volgraff ontdekte de bijzondere artistieke en historische waarde van een zilveren beker die in 1943 bij ontgrindingen van de Maas bij Stevensweert was gevonden. De beker belandde in 1949 voor onderzoek bij de conservator van het Nederlands Goud en Zilvermuseum in Utrecht en werd meegenomen door de nationaal bekende kunstsmid Leo Brom, bestuurslid van het museum. Deze kocht de beker voor 125 gulden, 75 gulden boven de zilverwaarde, en liet er foto's van maken die hij ter beoordeling aan Vollgraff voorlegde. Deze gaf in 1950 als deskundig oordeel dat de beker van Grieks-Romeinse afstamming moest zijn. De beker werd bekend als de Kantharos van Stevensweert en werd tentoongesteld in Museum Het Valkhof, in Nijmegen. Er is door de verkopers tot aan de Hoge Raad over geprocedeerd omdat deze zich bedrogen voelden door de edelsmid die hen had laten weten dat het om een voorwerp van weinig waarde ging. Ze werden in het ongelijk gesteld. 